# フリードリヒ＝カール・ラーベ・フォン・パッペンハイム
フリードリヒ＝カール・ラーベ・フォン・パッペンハイム(ドイツ語: Friedrich-Carl Rabe von Pappenheim、1894年10月5日 - 1977年6月9日)は、ドイツの軍人。最終階級は陸軍中将。

## 経歴
パッペンハイムは1894年10月5日にドイツ帝国・プロイセン王国ミュンスターに生まれた。
第二次世界大戦初期、ブリュッセルの駐在武官を務めていたパッペンハイムは、ラルフ・ヴェニンガー中将とともに1940年1月10日に発生したメヘレン事件の調査に当たっている。
その他、ドイツ陸軍第97猟兵師団の指揮官なども務め、騎士鉄十字章を受章している。
1945年5月にソ連側の捕虜となり、1955年に解放された。

## 叙勲
- 鉄十字章
  - 二級鉄十字勲章1914年章 (1915年1月12日)
  - 一級鉄十字勲章1914年章 (1917年4月19日)
- 名誉十字章
- フィンランド白薔薇勲章
  - 一級フィンランド白薔薇勲章 (1937年9月6日)
- 鷲十字勲章（英語版）
  - 三級鷲十字勲章 (1937年10月30日)
- イタリア王冠勲章（英語版） (1937年11月26日)
- 白鷲勲章（英語版） (1938年1月20日)
- オラニエ＝ナッサウ勲章（英語版） (1938年2月19日)
- 鉄十字章略章
  - 二級鉄十字略章 (1940年6月17日)
  - 一級鉄十字略章 (1941年4月10日)
- ドイツ十字章
  - ドイツ十字章金章 (1944年11月8日)
- 騎士鉄十字章
  - 騎士鉄十字章 (1945年4月30日)[1][2]